# Kennerth Persson
Kennerth Persson (ur. 30 marca 1943) – szwedzki kierowca wyścigowy.

## Biografia
W 1971 roku zadebiutował w Szwedzkiej Formule 3, zajmując trzecie miejsce na torze Falkenberg. W 1972 roku był czwarty w International Castrol GTX Trophy. W latach 70. Persson rywalizował jednak głównie w Formule Super Vee. W sezonie 1973 był trzeci w klasyfikacji końcowej edycji europejskiej, a rok później został wicemistrzem. W 1975 roku zajął drugie miejsce w Złotym Pucharze Formuły Super Vee, za Mikko Kozarowitzkym. Rok później zajął trzecie miejsce w Europejskiej Formule Super Vee, w sezonie 1978 – drugie, a w 1979 ponownie trzecie. W 1981 roku zajął szóste miejsce w Szwedzkiej Formule 3 oraz drugie w Pucharze VW Castrol Europa. W roku 1983 wziął udział w jednym wyścigu serii Deutsche Rennsport Meisterschaft. W 1990 roku startował w Fińskiej Formule 4 i Pucharze Pokoju i Przyjaźni. 

## Wyniki
| Legenda oznaczeń w tabelach wyników Wyświetl szablon na nowej stronie | Legenda oznaczeń w tabelach wyników Wyświetl szablon na nowej stronie                                                                     |
| Oznaczenie                                                            | Wyjaśnienie |
| --------------------------------------------------------------------- | --- |
| Złoty                                                                 | Zwycięzca lub mistrzostwo |
| Srebrny                                                               | 2. miejsce lub wicemistrzostwo |
| Brązowy                                                               | 3. miejsce lub II wicemistrzostwo |
| Zielony                                                               | Ukończył, punktował (w klasyfikacji generalnej, gdy zdobył co najmniej jeden punkt na przestrzeni sezonu, poza trzema powyższymi opcjami) |
| Niebieski                                                             | Ukończył, nie punktował (w klasyfikacji generalnej, gdy nie zdobył co najmniej jednego punktu na przestrzeni sezonu)                      |
| Czerwony                                                              | Nie zakwalifikował się (NZ) |
| Czerwony                                                              | Nie prekwalifikował się (NPK) |
| Różowy                                                                | Nie ukończył (NU) |
| Różowy                                                                | Niesklasyfikowany (NS) (w klasyfikacji generalnej, gdy nie został sklasyfikowany w żadnym wyścigu sezonu)                                 |
| Czarny                                                                | Zdyskwalifikowany (DK) |
| Czarny                                                                | Wykluczony (WYK/EX) |
| Biały                                                                 | Nie wystartował (NW) |
| Biały                                                                 | Kontuzjowany (K/INJ) |
| Biały                                                                 | Wyścig odwołany (OD/C) |
| Bez koloru                                                            | Został wycofany (WYC/WD) |
| Bez koloru                                                            | Nie przybył (NP/DNA) |
| Bez koloru                                                            | Nie brał udziału w treningach (NT/DNP) |
| Bez koloru                                                            | Nie został zgłoszony (–) |
| Pogrubienie                                                           | Start z pole position |
| Kursywa                                                               | Najszybsze okrążenie wyścigu |
| †                                                                     | Nie ukończył, ale jego rezultat został zaliczony ze względu na przejechanie więcej niż 90% dystansu wyścigu.                              |
| *                                                                     | Sezon w trakcie |
| 1/2/3                                                                 | Punktowana pozycja w sprincie kwalifikacyjnym                                                                                             |
| Lista systemów punktacji Formuły 1                                    | |

### Europejska Formuła 3
| Rok  | Zespół                       | Samochód | Silnik | Wyniki w poszczególnych eliminacjach | Wyniki w poszczególnych eliminacjach | Wyniki w poszczególnych eliminacjach | Wyniki w poszczególnych eliminacjach | Wyniki w poszczególnych eliminacjach | Wyniki w poszczególnych eliminacjach | Wyniki w poszczególnych eliminacjach | Wyniki w poszczególnych eliminacjach | Wyniki w poszczególnych eliminacjach | Wyniki w poszczególnych eliminacjach | Pkt. | Msc. |
| ---- | ---------------------------- | -------- | ------ | ------------------------------------ | ------------------------------------ | ------------------------------------ | ------------------------------------ | ------------------------------------ | ------------------------------------ | ------------------------------------ | ------------------------------------ | ------------------------------------ | ------------------------------------ | ---- | ---- |
| 1976 |                              |          |        |                                      | Holandia                             | Szwecja                              |                                      | Włochy                               | Włochy                               | Francja                              |                                      | Szwecja                              | Włochy                               | 0    | NS   |
| 1976 | Klaus Zimmermann Racing Team | Maco 376 | Toyota | -                                    | -                                    | -                                    | -                                    | -                                    | -                                    | -                                    | -                                    | -                                    | NU                                   | 0    | NS   |

### World Endurance Championship
| Rok  | Zespół        | Samochód    | Wyniki w poszczególnych eliminacjach | Wyniki w poszczególnych eliminacjach | Wyniki w poszczególnych eliminacjach | Wyniki w poszczególnych eliminacjach | Wyniki w poszczególnych eliminacjach | Wyniki w poszczególnych eliminacjach | Wyniki w poszczególnych eliminacjach | Wyniki w poszczególnych eliminacjach | Wyniki w poszczególnych eliminacjach | Wyniki w poszczególnych eliminacjach | Wyniki w poszczególnych eliminacjach | Wyniki w poszczególnych eliminacjach | Wyniki w poszczególnych eliminacjach | Wyniki w poszczególnych eliminacjach | Wyniki w poszczególnych eliminacjach | Pkt. | Msc. |
| ---- | ------------- | ----------- | ------------------------------------ | ------------------------------------ | ------------------------------------ | ------------------------------------ | ------------------------------------ | ------------------------------------ | ------------------------------------ | ------------------------------------ | ------------------------------------ | ------------------------------------ | ------------------------------------ | ------------------------------------ | ------------------------------------ | ------------------------------------ | ------------------------------------ | ---- | ---- |
| 1981 |               |             | Stany Zjednoczone                    | Stany Zjednoczone                    | Włochy                               | Włochy                               | Stany Zjednoczone                    | Wielka Brytania                      |                                      | Francja                              | Włochy                               | Stany Zjednoczone                    | Stany Zjednoczone                    | Belgia                               | Kanada                               | Stany Zjednoczone                    | Wielka Brytania                      | 0    | NS   |
| 1981 | Werner Struck | Ford Escort | -                                    | -                                    | -                                    | -                                    | -                                    | -                                    | NU                                   | -                                    | -                                    | -                                    | -                                    | -                                    | -                                    | -                                    | -                                    | 0    | NS   |

### Puchar Pokoju i Przyjaźni
| Rok  | Samochód  | Silnik     | Wyniki w poszczególnych eliminacjach | Wyniki w poszczególnych eliminacjach | Wyniki w poszczególnych eliminacjach | Wyniki w poszczególnych eliminacjach | Pkt. | Msc. |
| ---- | --------- | ---------- | ------------------------------------ | ------------------------------------ | ------------------------------------ | ------------------------------------ | ---- | ---- |
| 1990 |           |            | Polska                               | Czechosłowacja                       |                                      |                                      | 0    | NS   |
| 1990 | Ralt RT30 | Volkswagen | -                                    | -                                    | NU                                   | -                                    | 0    | NS   |

### Szwedzka Formuła 3
| Rok  | Zespół           | Samochód     | Silnik     | Wyniki w poszczególnych eliminacjach | Wyniki w poszczególnych eliminacjach | Wyniki w poszczególnych eliminacjach | Wyniki w poszczególnych eliminacjach | Wyniki w poszczególnych eliminacjach | Wyniki w poszczególnych eliminacjach | Wyniki w poszczególnych eliminacjach | Pkt. | Msc. |
| ---- | ---------------- | ------------ | ---------- | ------------------------------------ | ------------------------------------ | ------------------------------------ | ------------------------------------ | ------------------------------------ | ------------------------------------ | ------------------------------------ | ---- | ---- |
| 1971 |                  |              |            | Szwecja                              | Szwecja                              | Szwecja                              | Szwecja                              |                                      |                                      |                                      | 4    | 8    |
| 1971 | Private Press AB | Brabham BT28 | Ford       | -                                    | -                                    | -                                    | 3                                    |                                      |                                      |                                      | 4    | 8    |
| 1978 |                  |              |            | Szwecja                              | Szwecja                              | Szwecja                              | Szwecja                              | Szwecja                              | Szwecja                              | Szwecja                              | 0    | NS   |
| 1978 | Hässleholms MK   | Ralt RT1     | Volkswagen | 7                                    | -                                    | -                                    | -                                    | -                                    | -                                    | -                                    | 0    | NS   |
| 1981 |                  |              |            | Szwecja                              | Szwecja                              | Szwecja                              | Szwecja                              | Szwecja                              |                                      |                                      | 5    | 6    |
| 1981 | Hässleholms MK   | March 81V    | Volkswagen | 6                                    | 7                                    | NW                                   | 3                                    | -                                    |                                      |                                      | 5    | 6    |
| 1987 |                  |              |            | Szwecja                              | Szwecja                              | Szwecja                              | Szwecja                              | Szwecja                              | Szwecja                              | Szwecja                              | 3    | 17   |
| 1987 | Hässleholms MK   | Ralt RT3     | Toyota     | -                                    | -                                    | -                                    | -                                    | -                                    | 8                                    | -                                    | 3    | 17   |

### Włoska Formuła 3
| Rok  | Zespół                       | Samochód | Silnik | Wyniki w poszczególnych eliminacjach | Wyniki w poszczególnych eliminacjach | Wyniki w poszczególnych eliminacjach | Wyniki w poszczególnych eliminacjach | Wyniki w poszczególnych eliminacjach | Wyniki w poszczególnych eliminacjach | Wyniki w poszczególnych eliminacjach | Wyniki w poszczególnych eliminacjach | Wyniki w poszczególnych eliminacjach | Wyniki w poszczególnych eliminacjach | Wyniki w poszczególnych eliminacjach | Wyniki w poszczególnych eliminacjach | Pkt. | Msc. |
| ---- | ---------------------------- | -------- | ------ | ------------------------------------ | ------------------------------------ | ------------------------------------ | ------------------------------------ | ------------------------------------ | ------------------------------------ | ------------------------------------ | ------------------------------------ | ------------------------------------ | ------------------------------------ | ------------------------------------ | ------------------------------------ | ---- | ---- |
| 1976 |                              |          |        | Włochy                               | Włochy                               | Włochy                               | Włochy                               | Włochy                               | Włochy                               | Włochy                               | Włochy                               | Włochy                               | Włochy                               | Włochy                               | Włochy                               | 0    | NS   |
| 1976 | Klaus Zimmermann Racing Team | Maco 376 | Toyota | -                                    | -                                    | -                                    | -                                    | -                                    | -                                    | -                                    | -                                    | -                                    | -                                    | NU                                   | -                                    | 0    | NS   |

### Polska Formuła Mondial
| Rok  | Zespół                  | Samochód  | Silnik     | Wyniki w poszczególnych eliminacjach | Wyniki w poszczególnych eliminacjach | Wyniki w poszczególnych eliminacjach | Wyniki w poszczególnych eliminacjach | Wyniki w poszczególnych eliminacjach | Wyniki w poszczególnych eliminacjach | Pkt. | Msc. |
| ---- | ----------------------- | --------- | ---------- | ------------------------------------ | ------------------------------------ | ------------------------------------ | ------------------------------------ | ------------------------------------ | ------------------------------------ | ---- | ---- |
| 1991 |                         |           |            | Polska                               | Polska                               | Polska                               | Polska                               | Polska                               | Polska                               | 0    | NS   |
| 1991 | Kennerth Persson Racing | Ralt RT36 | Volkswagen | -                                    | -                                    | -                                    | -                                    | -                                    | 4                                    | 0    | NS   |